# Kaliszi béke (1343)
A kaliszi béke (1343) A Német Lovagrend és Lengyelország között született békeszerződés, mely az 1309 és 1343 között dúló harcoknak kívánt véget vetni. A lovagrend nagymestere ez időben Ludolf König volt, míg a lengyel király III. Kázmér. A békekötés helyszíne a nagy-lengyelországi Kalisz (Kalisch) volt, időpontja: 1343. július 8. A felek közt VI. Kelemen pápa is közvetítőként próbált fellépni.
A lovagok visszaadták másodszor Dobrzyńt és vidékét, valamint a Kulmi földet, de ezeket később a lengyelek megint elvesztették. A lengyel király emellé lemondott Gdańskról és meghagyta a Német Lovagrend birtokában Kelet-Pomerániával együtt. Az „örök békének” deklarált szerződés rövid időre vetett véget a két ország közti háborúskodásnak.